# Joseph Henrotte
Pour les articles homonymes, voir Henrotte.
Joseph Henrotte né à Wihogne le 30 janvier 1942 et mort à Liège le 2 juillet 2012, est un militant wallon.

## Biographie
Licencié en sciences économiques et financières de l'Université de Liège, il a été frappé par les cours du Professeur Paul Lambert, rapporteur économique des congrès du Mouvement populaire wallon qui estime que le Fédéralisme est une manière d'améliorer la démocratie. Attaché ensuite au secrétariat scientifique du Pro-recteur de l'Université catholique de Louvain, frappé par la crise qui frappe cette université, il propose le transfert de celle-ci vers Charleroi.
Il entre en 1968 au bureau d'études de la Centrale chrétienne des Métallurgistes de Belgique, et après la loi sur la planification économique que Freddy Terwagne a fait voter au Parlement, il envisage de présenter sa candidature au Bureau du plan. Finalement c'est au  Conseil économique de la Région wallonne qu'il entre comme conseiller. Quelques années plus tard, cette institution prendra le nom de Conseil économique et social de la Région wallonne, devenant l'un des piliers institutionnels de la Région wallonne. En 1974, membre du Comité d'arrondissement de Liège du Rassemblement wallon, il s'oppose à la participation du parti au gouvernement. En 1975 il devient le président de la section de Liège de Rénovation wallonne.
Il collabore au Groupe B/Y et au tome I de l'ouvrage Quelle Wallonie? Quel socialisme? parce qu'il a comme idéal le Rassemblement des progressistes de Wallonie et de Bruxelles. Pour lui Bruxelles est une ville wallonne.
Il estime que la Wallonie et Bruxelles doivent s'unir, préfère le terme francophones au terme Wallons et pense que la Wallonie et Bruxelles doivent s'unir et être gérées de la même façon sur le plan économique et politique. Il considère comme une erreur grave de ne pas avoir intégré dans le territoire de la Région de Bruxelles-Capitale, l'intégralité de la Forêt de Soignes. ll approuve le tournant à gauche imprimé au Rassemblement wallon en 1976 par Paul-Henry Gendebien  et il est rapporteur économique au Congrès de ce parti en avril 1977. En 1981, il devient conseiller au Conseil provincial de la province de Liège. Il tente de rapprocher ensuite le Front démocratique des francophones et le Rassemblement wallon. Au milieu des années 1980, il abandonne ce combat, se disant isolé. Il estime que la Région wallonne ne disposant que de très peu de moyens n'est au total qu'une grosse députation permanente et pense que la Belgique doit être rééquilibrée sur la base de deux Communautés
Participant aux travaux du groupe Wallonie de la Fondation érigée en l'honneur d'Élie Baussart à Charleroi, il se dit très réservé sur la viabilité économique de la Wallonie. 
L'Encyclopédie du Mouvement wallon lui consacre une notice importante au Tome II, p. 798.